# Blacus artomandibularis
Blacus artomandibularis är en stekelart som beskrevs av Van Achterberg 1976. Blacus artomandibularis ingår i släktet Blacus, och familjen bracksteklar. Inga underarter finns listade.